# Olga Bibik

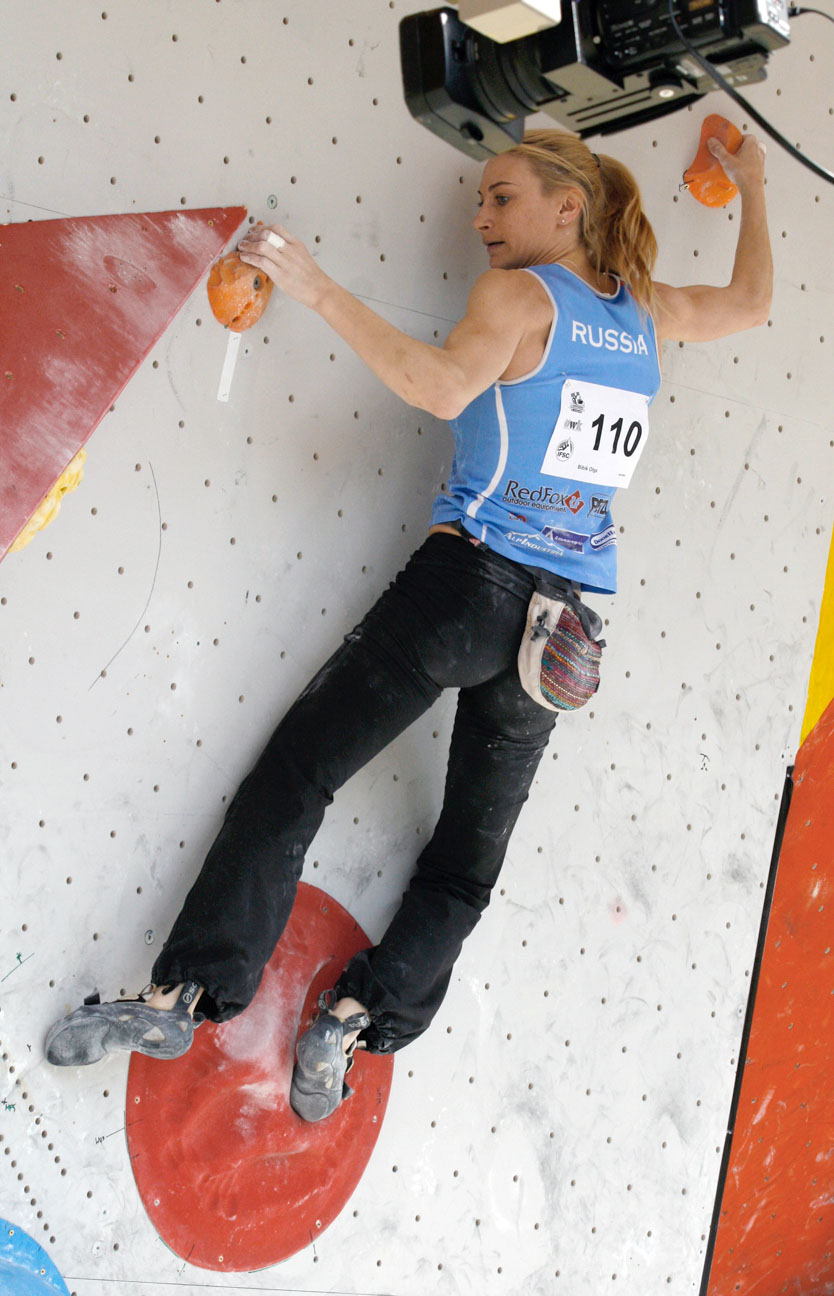
Puchar Świata 2010, Wiedeń. Olga Bibik na ścianie wspinaczkowej w boulderingu

Olga Nikołajewna Bibik (ros. Ольга Николаевна Бибик, ur. 26 września 1976 w Krasnojarsku) – rosyjska wspinaczka sportowa specjalizowała się boulderingu, we wspinaczce na czas oraz w prowadzeniu. Mistrzyni świata we wspinaczce na czas z 1993.  Mistrzyni Europy we wspinaczce sportowej w konkurencji boulderingu z Lecco z 2004 roku.

## Kariera sportowa
W 1993 na mistrzostwach świata we wspinaczce sportowej w Innsbrucku zdobyła złoty medal, w Paryżu w 1997 wywalczyła brązowy medal w konkurencji na czas. Dziesięć lat później na mistrzostwach w 2007 również zdobyła brązowy medal ale w konkurencji boulderingu.
Na zawodach wspinaczkowych w 2004  we włoskim Lecco we wspinaczce sportowej w konkurencji boulderingu została mistrzynią Europy, w finale pokonała Austriaczkę Annę Stöhr.
Wielokrotna uczestniczka, medalistka prestiżowych, elitarnych zawodów wspinaczkowych Rock Master we włoskim Arco, które wygrała w roku 2003, a w 2005 i 2006 zdobyła srebrne medale.

## Osiągnięcia

### Mistrzostwa świata
| Konkurencje  | 1993           | 1995           | 1997           | 1999           | 2001 | 2003 | 2005 | 2007 | 2009 | 2011 | 2012 |
| Bouldering   | nie rozgrywano | nie rozgrywano | nie rozgrywano | nie rozgrywano | 13   | 4    | 6    | 3    | 7    | 6    | 15   |
| Prowadzenie  | —              | 31             | —              | —              | —    | 31   | —    | —    | 9    | —    | —    |
| Wsp. na czas | 1              | —              | 3              | 9              | —    | —    | —    | —    | 25   | —    | —    |

### Mistrzostwa Europy
| Konkurencje  | 1992           | 1996           | 1998           | 2000           | 2004 | 2007 | 2008 | 2010 | 2013 |
| Bouldering   | nie rozgrywano | nie rozgrywano | nie rozgrywano | nie rozgrywano | 1    | 10   | 10   | 4    | 21   |
| Prowadzenie  | 24             | —              | —              | 28             | 12   | —    | —    | 24   | —    |
| Wsp. na czas | —              | 5              | 5              | —              | —    | —    | —    | —    | —    |

### Rock Master
| Konkurencje | 2000 | 2001 | 2003 | 2004 | 2005 | 2006 |
| Bouldering  | 11   | 5-8  | 1    | 6    | 2    | 2    |

## Życie prywatne
Żona Jewgienija Owczinnikowa (ur. 1971), także wspinacza, z którym ma syna Siemiona.